# Malmö mediakanal
Malmö mediakanal (Malmö MK eller MMK) är en icke-kommersiell lokal TV-kanal där fokuset ligger på en blandning av traditionell TV, sociala medier, och internet, som sänder såväl analogt som digitalt i Malmö med omnejd. Den drivs som en ideell förening och är medlem i Riksförbundet Öppna Kanaler. I Malmö mediekanal får privatpersoner, föreningar och offentliga organisationer sända sina tv-program i Malmös kabel-TV-nät. Kanalen når närmare 250 000 hushåll i Malmö, Burlövs kommun, Lomma kommun och Svedala kommun.
Det går att titta på Malmö mediakanal via deras hemsida och Com Hems, MKB:s, Canal Digitals, Telias, Bredbandsbolagets och Sydantenns kabelnät samt Malmö mediakanals egen app till både IOS (iPhone och iPad) och Android.